# Вашингтонски консенсус
Терминът Вашингтонски консенсус е предложен през 1989 г. от Джон Уилямсън, за да опише група от десет специфични препоръки за икономически политики, които той смята, че трябва да съставят „стандартния“ пакет от реформи, предлаган и рекламиран за обременените от кризи развиващи се страни от базирани във Вашингтон институции – Международният валутен фонд (МВФ), Световната банка, Министерството на финансите на САЩ, както и фондация Херитидж, институтът Брукингс и Федералният резерв на САЩ.

## Принципи на Вашингтонския консенсус
Принципите на Вашингтонския консенсус са:
- Фискална дисциплина (минимален дефицит на бюджета);
- Преразпределение на базата на нуждата (приоритет на здравеопазването, образованието и инфраструктурата при държавните разходи);
- Разширяване на данъчната основа и намаляване на общите нива на облагане;
- Либерализация на финансовите пазари;
- Свободен обменен курс на националната валута;
- Смяна на търговските квоти с тарифи;
- Премахване на бариерите пред пазарната конкуренция на стоки;
- Приватизация на държавни предприятия;
- Премахване на бариери пред чужди директни инвестиции;
- Силни и защитени права на интелектуална собственост.

По-нататък Уилямсън посочва за термина, че е започнал да се използва и в по-широк смисъл, като синоним на пазарен фундаментализъм, и в този по-широк смисъл, Уилямсън казва, че е критикуван от икономисти като Джордж Сорос и Джоузеф Стиглиц.  Терминът се асоциира с неолибералните политики като цяло и въвлечен в по-обширния дебат за разрастващата се роля на свободния пазар, ограничения на държавата, влияние на САЩ, глобализация в по-широк смисъл и суверенитет на страните.
Малко след едностранното решение на САЩ през 1971 г. да сложи край на международната парична система МВФ и Световната банка започват налагане на икономическа неолиберализация на развиващите се страни налагайки условия за отпуснатите заеми. Много често този набор от икономически реформи на „Вашингтонския консенсус“ е наричан „шокова терапия“.
През 2005 г. Пол Улфовиц работещ в американското Министерство на отбраната оглавява директорския пост в Световната банка което показва ясно характера на институциите от Бретън Уудс. Според Майкъл О’Донъл бретънуудските институции са се превърнали в инструменти на американската външна политика.

## Неокейнсианска критика
Според някои критици този вид политика трябва да се прилага при икономически растеж, а не в икономическа криза.
Според Джоузеф Стиглиц Вашингтонския консенсус подлежи на емпирично опровержение:

### Кризата в Латинска Америка
Създаването на самия Вашингтонски консенсус е катализирано от проблемите в латиноамериканските държави през 80-те години. Джоузеф Стиглиц интерпретира ситуацията така: „По това време пазарите в региона не функционираха добре, отчасти в резултат на нарушените функции на правителствените политики. БВП намаляваше в продължение на три последователни години. Бюджетните дефицити, от порядъка на 5 – 10% от БВП биваха изразходвани не толкова за инвестиции, колкото за субсидиране на огромния и неефикасен държавен сектор. Със силното свиване на вноса и сравнително слабия износ фирмите нямаха особени стимули да увеличат ефективността. Отначало дефицитите бяха финансирани чрез солидни заеми от чужбина. След 1980 г. обаче, увеличеният реален лихвен процент в САЩ ограничи продължителността на заемане и увеличи бремето на лихвите, което принуди страните да финансират разрива между постоянно високото ниво на държавните разходи (увеличено от нарасналите лихви) и намаляващата данъчна основа. Резултатът беше неконтролируемата инфлация. При тази неустойчива среда парите се превърнаха в твърде скъпо средство за размяна, икономическата рационалност изискваше защита на авоарите, вместо инвестиране, а нестабилността на цените, провокирана от високата инфлация подкопаваше една от фундаменталните функции на ценовия механизъм – предаването на информация.“ Страни като Аржентина и Бразилия постигат значителна стабилизация благодарение на Вашингтонския консенсус. Стиглиц обяснява успеха на Вашингтонския консенсус като научна доктрина с неговата елементарност: „политиката на Консенсуса може да бъде провеждана от икономисти, използващи съвсем малко повече от счетоводните механизми, тъй като само няколко икономически индикатора: инфлация, парична маса в обращение, лихвен процент, бюджетни и търговски дефицити, служат за база на икономическите директиви.“.
Стиглиц смята, че „фокусирането само върху инфлацията – централното макроикономическо бедствие в латиноамериканските държави, макар и ефективно в краткосрочна перспектива, не може да доведе до дългосрочен растеж, тъй като то просто отвлича вниманието от основните източници на макроикономическа нестабилност, а именно от слабия финансов сектор, което, от своя страна допълнително допринася за неговото отслабване и дестабилизира икономиката. Фокусирането върху либерализацията на търговията, дерегулацията и приватизацията пречат на правителствата да се съобразят с други важни компоненти най-вече конкуренцията, които са не по-малко необходими от стандартните предписания, за да може да се постигне дългосрочен икономически успех.“
Предимствата които дава подходът на Вашингтонския консенсус според Стиглиц са:
- фокусирането на въпроси от първостепенна важност
- установяването на репродуктивна система, елементарна и удобна за еднолично (централно управление)
- откритостта, с която се заявява ограничеността на целите, сведени до създаване само на предпоставките за същинското икономическо развитие.

### Държавите от Източна Европа в преход към пазарна икономика
Пазарната икономика изисква освен либерална регулация и частна собственост, също и адекватна институционална структура и подходяща култура. Постепенният преход, основан на институционално изграждане, ново законодателство, промяна в поведението на различни икономически общности, се противопоставя на наивното вярване, че пазарната икономика може да бъде въведена чрез т.нар. „шокова терапия“.
Бавната институционална трансформация, която не може да достигне скоростта на политическите промени и икономическата либерализация, е една от основните причини за обезкуражаващия резултат – след 7 – 9 години преход БНП на Източна Европа и бившия Съветски съюз е около 3/4 от нивото му през 1989 година. Причина е погрешното схващане, че пазарните сили могат да заместят бързо правителството при изграждане на институционална структура, инвестиции в човешки капитал и развитие на инфраструктурата.
Развитието на събитията в постсоциалистическите икономики е под голямото влияние на политиката, базирана на Вашингтонския консенсус, но е факт, че предложената и осъществена политика не довежда до очаквания резултат. Този факт стимулира търсенето на алтернативни политически средства.
През април 2011 г. Доминик Строс-Кан, по това време изпълнителен директор на МВФ заявява, че Вашингтонският консенсус със своите опростени икономически представи и рецепти се е провалил с настъпването на Световната икономическа криза от 2007 година и остава в историята..